# 마리카롤린 드 부르봉시실
마리카롤린 드 부르봉시실(프랑스어: Marie-Caroline de Bourbon-Sicile, 1798년 11월 5일 ~ 1870년 4월 17일)은 프랑스와 양시칠리아의 왕족이다.
나폴리 왕국 카세르타에 위치한 카세르타궁에서 양시칠리아 왕국 프란체스코 1세 국왕과 마리아 클레멘티나 폰 외스터라이히 여대공 왕비의 큰딸로 태어났다. 그의 남동생인 페르디난도(Ferdinando)는 태어난지 1년 만에 병사했다. 1816년 4월 24일에는 나폴리에서 20세 연상의 샤를 페르디낭 다르투아(프랑스 왕국의 샤를 10세 국왕의 차남)와 결혼했다.
1820년 2월 14일 남편인 샤를 페르디낭 다르투아가 파리 국립 오페라 관람을 마치고 마차를 타려던 순간 루이 피에르 루벨에게 살해되었을 때 마리카롤린이 옆에 있었다. 1830년 시아버지 샤를 10세가 7월 혁명을 계기로 퇴위하고 즉위한 아들 앙리 5세 또한 곧 물러나자 마리카롤린은 앙리 5세와 함께 영국 바스로 도망갔다.
1831년에는 이탈리아의 귀족인 에토레 카를로 루케시팔리(Ettore Carlo Lucchesi-Palli)와 재혼해서 5명의 아이를 낳았다. 1870년 4월 17일 오스트리아-헝가리 제국 슈타이어마르크주 아이히펠트(Eichfeld)에서 사망했다.

## 자녀
마리카롤린은 샤를 페르디낭과의 사이에서 4명의 자녀를 두었다.
| 사진 | 이름              | 생일            | 사망                  | 기타                                         |
| ---- | ----------------- | --------------- | --------------------- | -------------------------------------------- |
|      | 루이즈 엘리자베트 | 1817년 7월 13일 | 1817년 7월 14일       | 요절                                         |
|      | 루이              | 1818년 9월 13일 | 1818년 9월 13일       | 요절                                         |
|      | 마리 테레즈       | 1819년 9월 21일 | 1864년 2월 1일(44세)  | 부르봉파르마 공작 카를로 3세와 결혼, 2남 2녀 |
|      | 앙리 5세          | 1820년 9월 29일 | 1883년 8월 24일(62세) | 부르봉가 당주, 샹보르 백작, 자녀 없음        |

마리카롤린은 에토레 카를로 루케시팔리와의 사이에서 5명의 자녀를 두었다.
- 안나 마리아 로살리아 루케시팔리 (Anna Maria Rosalia Lucchesi-Palli, 1833년 ~ 1833년)
- 클레멘티나 루케시팔리 (Clementina Lucchesi-Palli, 1835년 ~ 1925년)
- 프란체스카 디 파올라 루케시팔리 (Francesca di Paola Lucchesi-Palli, 1836년 ~ 1923년)
- 바이에른의 이사벨라 (Isabella of Bavaria, 1838년 ~ 1873년)
- 아디놀포 루케시팔리 (Adinolfo Lucchesi-Palli, 1840년 ~ 1911년)